# هوگان لاولز
هوگان لاولز (به انگلیسی: Hogan Lovells) یک شرکت حقوقی چندملیتی است که در سال ۱۸۹۹ تأسیس شد و مراکز اصلی آن در شهرهای لندن و واشینگتن دی سی است. این شرکت بیش از ۲٬۵۰۰ وکیل دارد و درآمد آن در سال مالی ۲۰۱۳ بالغ بر ۱٫۷۲ میلیارد دلار بوده‌است. این شرکت ۴۶ دفتر در ۲۷ کشور جهان دارد.